# 禹州钧官窑址博物馆
禹州钧官窑址博物馆位于河南省禹州市。是中国第一座以钧瓷为主题的博物馆。

## 历史
其前身可追溯至1964年发现的钧官窑遗址，1974年进入发掘保护。1988年，中国国务院以“钧台钧窑遗址”之名列入第三批全国重点文物保护单位。1991年，中共禹州市委、市政府在遗址保护区内成立“中国禹州钧官窑址博物馆”和“禹州市钧瓷研究所”。2006年，国务院公布的第六批全国重点文物保护单位中，神垕钧窑址并入。2008年，中共禹州市委、市政府投资兴建禹州钧官窑址博物馆。2011年11月6日，博物馆正式开馆。博物馆建筑投资1.2亿元，占地4.7万平方米，建筑面积1.4万平方米，由中国建筑师齐康主持设计。